# 马吉德·侯赛尼
赛义德·马吉德·侯赛尼（波斯語：‌سید مجید حسینی；1996年6月22日—），是一名伊朗职业足球运动员，司职后卫。现效力于土耳其足球超級聯賽球队卡塞利，他也代表伊朗国家足球队。

## 荣誉
德黑兰独立
- 哈斯菲盃冠军：2017–18赛季

特拉布宗
- 土耳其盃冠军：2019–20赛季
- 土耳其超級盃冠军：2020赛季